# Lise Thériault
Lise Thériault, née le 7 janvier 1966 à Toronto, est une femme d'affaires, éditrice et femme politique québécoise. Elle est députée libérale de la circonscription Anjou–Louis-Riel du 15 avril 2002 au 3 octobre 2022.
Membre du Parti libéral du Québec, elle occupe plusieurs fonctions ministérielles au sein des gouvernements Charest et Couillard – notamment à l'Immigration, au Travail, à la Sécurité publique, aux Petites et Moyennes Entreprises, à l’Allègement réglementaire et au Développement économique régional, ainsi qu’à la Condition féminine – et occupe également la fonction de vice-première ministre du Québec, pendant trois ans et demi, jusqu'en octobre 2017.

## Biographie

### Carrière entrepreneuriale
Lise Thériault est la troisième d'une famille de cinq enfants, née d'un père acadien et d'une mère québécoise. Après ses études en secrétariat bureautique et administration au secondaire, elle désire entrer immédiatement sur le marché du travail. Engagée comme secrétaire-réceptionniste dans une compagnie de publicité, elle passe rapidement au département des ventes comme représentante en publicité. À l’âge de 21 ans elle devient directrice des ventes et est à la tête d’une équipe d’une trentaine de représentants. Au milieu des années 1980, diriger une équipe des ventes n’était pas évident pour une jeune femme. Forte de cette expérience, elle fonde à l’âge de 26 ans, avec son conjoint Gérard Therrien, son entreprise. Le Journal L’Édition commerciale fait son apparition dans l’Est de Montréal avec la publication du premier numéro en mai 1993. L’Édition commerciale deviendra L’Édition, le journal des gens d’affaires. Deux autres mensuels viendront s’ajouter soit L’Express d’Anjou et L’Express du Plateau. Les deux journaux locaux seront achetés par le groupe Transcontinental qui cessera leurs publications.
Gérard Therrien étant l’unique propriétaire depuis le passage en politique de Lise Thériault, il conserva l’Édition jusqu’en 2008, année où il fut vendu à son fidèle collaborateur Alain Dulong. Le journal a cessé ses opérations en janvier 2021.
Au démarrage du journal, Lise Thériault s'implique dans de nombreux organismes, entre autres à la chambre de commerce et d’industrie de l'est de l'île de Montréal (CCIEIM), au Réseau des femmes d'affaires du Québec (RFAQ) et dans plusieurs conseils d’administration locaux.
À ce titre, elle remporte, en 2001, le concours provincial des Prix des Femmes d'Affaires 2001, catégorie Femme d'affaires socialement engagée. Pendant ce temps, elle s'intéresse aussi à la politique. Elle soutient Louise Harel, alors députée d'Hochelaga-Maisonneuve, ainsi que Line Beauchamp au Parti libéral du Québec, avec qui elle siège sur plusieurs comités. Elle admire ces femmes courageuses qui sont de beaux exemples, deux beaux modèles à suivre.

### Carrière politique
Le 25 septembre 2001, le député d'Anjou–Louis-Riel, circonscription qu'habite Lise Thériault, démissionne. La femme d'affaires est alors courtisée par le Parti québécois et le Parti libéral du Québec pour devenir candidate dans la circonscription d'Anjou pour le remplacer. Elle choisit de porter les couleurs libérales et remporte la circonscription le 15 avril 2002, lors de la tenue d'élections partielles.
Une fois élue, elle est porte-parole de l'opposition officielle en matière d'emploi. Lors des élections générales québécoises de 2003, les libéraux accèdent au pouvoir. Elle est alors membre de la Commission de l’administration publique de juin 2003 à mars 2004 et Vice-présidente de la Commission des institutions du 6 juin 2003 au 18 février 2005. Elle est par la suite nommée, par Jean Charest, ministre de l'Immigration et des Communautés culturelles et devient membre du Comité ministériel du développement social, éducatif et culturel de février 2005 à avril 2007. À la suite de l'élection d’un gouvernement minoritaire, elle n’assume pas de fonction ministérielle et elle préside la Commission des institutions, tout en étant membre de la Commission de l'Assemblée de mai 2007 à novembre 2008.
De 2008 à 2010, à la suite de l'élection de décembre 2008, elle accède à nouveau au conseil des ministres à titre de ministre déléguée aux Services sociaux, puis est nommée ministre du Travail le 11 août 2010. Elle est alors envoyée au front pour piloter le dossier de l'abolition du placement syndical dans le secteur de la construction. De janvier 2009 à septembre 2012, elle est membre du Comité ministériel du développement social, éducatif et culturel. Après un deuxième court passage dans l'opposition officielle de 2012 à 2014, elle devient ministre de la Sécurité publique. Le premier ministre Philippe Couillard la choisit comme vice-première ministre du Québec. En mars 2015, elle devient ministre responsable de la région de Lanaudière. Le 28 janvier 2016, à l'occasion d'un remaniement ministériel, le premier ministre la reconduit dans ses fonctions de vice-première ministre du Québec et lui confie le rôle de ministre responsable des Petites et Moyennes Entreprises, de l'Allègement réglementaire et du Développement économique régional, ainsi que la responsabilité de la Condition féminine. Elle fait l'objet de critiques en février 2016 en se positionnant comme non féministe alors qu'elle est la ministre responsable de la Condition féminine. Elle donne le conseil suivant aux femmes : « Tu veux prendre ta place ? Faire ton chemin ? Let’s go, vas-y ! ». Elle tente de rectifier la situation en se disant par la suite « féministe à [s]a manière », mais entre-temps, son premier ministre Philippe Couillard, qui lui-même refuse l'étiquette de féministe, commente en disant que l'« étiquette de féministe [est] un débat peu utile ». À la fin de sa carrière politique, Lise Thériault revient sur ce moment et précise qu’elle n'est pas pour le féminisme revanchard. Elle est d’avis que les femmes et les hommes doivent travailler ensemble, sur le même pied d’égalité. Elle précise en disant qu’il faut faire des batailles avec les hommes et non contre les hommes.
En octobre 2017, elle est nommée ministre de l’Habitation, ainsi que ministre responsable de la Protection des consommateurs. Elle cède le rôle de vice-première ministre en octobre 2017. Pendant cette période, elle est également membre de plusieurs comités ministériels tels que le Comité ministériel du développement social, éducatif et culturel, le Comité ministériel de l’économie, de la création d’emplois et du développement durable, ainsi que le Comité ministériel de l’implantation de la stratégie maritime. Elle est également Vice-présidente du Comité des priorités et des projets stratégiques d'avril 2014 à octobre 2017. Le 1er octobre 2018, elle est réélue comme députée d'Anjou-Louis-Riel même si sa formation politique, le Parti libéral du Québec, se retrouve dans l'opposition.

#### Fonctions dans l'opposition officielle

##### 2002
Lorsqu’elle est se retrouve pour la première fois dans l’opposition officielle, en 2002, Lise Thériault devient membre de la Commission de l’aménagement du territoire d'avril 2002 à mars 2003, ainsi que porte-parole de l’opposition officielle en matière d’emploi pendant cette même période.

##### 2012 à 2014
Entre 2012 et 2014, alors que le Parti libéral du Québec se retrouve dans l’opposition officielle, Lise Thériault occupe plusieurs fonctions. Elle est notamment leader parlementaire adjointe du 19 septembre 2012 au 28 septembre 2012, ainsi que du 9 avril 2013 au 5 mars 2014. Elle est porte-parole en matière d’éthique et de déontologie du 26 septembre 2012 au 15 septembre 2013. Elle est également porte-parole en matière d’éthique, de déontologie et de services gouvernementaux du 16 septembre 2013 au 5 mars 2014. Du 6 novembre 2012 au 9 avril 2013, elle est membre du Bureau de l’Assemblée nationale.

##### 2018 à 2022
De 2018 à 2022, Lise Thériault est porte-parole et membre de commission. Pendant cette période, elle est porte-parole pour la protection des consommateurs, en matière d’habitation, en matière d’affaires municipales, ainsi qu’en matière d’entrepreneuriat féminin. Elle est membre de la Commission des transports et de l’environnement, de la Commission de l’aménagement du territoire et de la Commission de l’Assemblée nationale. Elle est présidente de la Commission de l’aménagement du territoire du 4 décembre 2018 au 18 septembre 2019 et présidente de la Commission de la culture et de l’éducation du 18 septembre 2019 au 28 août 2022.

#### Relations internationales - Familles de parlementaires
Lise Thériault s’est impliquée dans de nombreuses familles de parlementaires au cours de ses mandats dans l’opposition officielle. Elle s’est notamment impliquée dans le Réseau des femmes de l’Assemblée parlementaire de la Francophonie (APF) d'octobre 2002 à février 2005, ainsi que de septembre 2012 à mars 2014. Elle est d’ailleurs membre du Comité directeur et 2e vice-présidente du Réseau du 6 décembre 2012 au 5 mars 2014. Cette expérience lui permet de se déplacer au Sénégal, au Laos, en Mauritanie et au Gabon. Lors de ces séjours à l’international, elle donne des conférences sur la place des femmes en politique.
En 2003, Lise Thériault est rapporteure pour la Convention sur l’élimination de toutes formes de discrimination à l’égard des femmes (CDEF).
Du 17 octobre 2002 au 12 mars 2003, ainsi que du 6 décembre 2012 au 5 mars 2014, elle est membre de la section du Québec de la Confédération parlementaire des Amériques (COPA) et membre de la Délégation de l'Assemblée nationale pour les relations avec les institutions européennes (DANRIE).
Elle est également membre de la Délégation de l'Assemblée nationale pour les relations avec l’Assemblée nationale française (DANRANF) du 6 décembre 2012 au 5 mars 2014. Elle occupe le poste de vice-présidente de l’Assemblée nationale pour les Relations avec le Sénégal : Comité directeur (DANRANS) du 22 octobre 2019 au 28 août 2022.

#### Engagement auprès duParti libéral du Québec- militantisme
Lise Thériault est co-présidente du Congrès des membres du Parti libéral du Québec en 2004 avec Éric Forest, maintenant sénateur à la chambre haute du Canada.
Elle est également présidente de la campagne de Raymond Bachand, lors de la course à la chefferie du Parti libéral du Québec, de 2012 à 2013.

## Principales réalisations en tant que ministre
Lorsque Lise Thériault est ministre de l’Immigration et des communautés culturelles, en mars 2007, son ministère publie le Guide apprendre le Québec - Guide pour réussir mon intégration pour la première fois. Ce guide est revu et corrigé en 2012 mais il est toujours considéré comme un outil indispensable qui présente une synthèse des démarches les plus importantes pour bien préparer son projet d’immigration et réussir son intégration à la société québécoise.
C’est à titre de ministre déléguée aux Services sociaux en 2009 qu’un premier Plan d’action pour lutter contre l’itinérance est déposé, à la suite des consultations menées entre autres, par son collègue Geoffrey Kelley.
Lors du terrible tremblement de terre qui touche Haïti en janvier 2010, avec son collègue Emmanuel Dubourg et le gouvernement du Canada, c'est 126 enfants déjà orphelins qui sont rapatriés au Québec. Les parents qui avaient entamé les procédures d’adoption avant le séisme et les enfants qui étaient jumelés, bénéficient d’une loi d’exception créant une procédure exceptionnelle pour permettre de compléter leur dossier d’adoption. Les juges haïtiens étant décédés, il est impossible de refaire tous les documents qui ont été détruits dans le séisme. Constatant l’impossibilité de faire reconnaître l’adoption devant le tribunal de la jeunesse, l’adoption d’une loi spéciale est nécessaire pour reconnaître les droits parentaux sur les enfants, faire les changements de noms des enfants auprès du directeur de l’état civil, émettre les certificats de naissance, ainsi que tous les documents dont les parents ont besoin pour faire reconnaître la citoyenneté canadienne pour leurs enfants. Cette loi d’exception suspend aussi le pouvoir des juges et est valide pour les 126 enfants concernés.
Après avoir nommé Diane Lemieux comme présidente-directrice générale de la Commission de la construction du Québec (CCQ), à l’automne 2011, Lise Thériault dépose et fait adopter deux lois importantes comme ministre du Travail : la loi 33 visant à mettre fin au placement syndical et visant l’amélioration du fonctionnement de l’industrie de la construction et la loi 35 visant à prévenir, combattre et sanctionner certaines pratiques frauduleuses dans l’industrie de la construction et à resserrer les critères d’obtention d’un permis de la Régie du bâtiment du Québec. Ces deux lois sont des maillons essentiels dans la lutte au crime organisé qui a infiltré l’industrie de la construction. C'est également tout un bras de fer avec les syndicats, dont celui de l’International, ainsi que de la FTQ Construction qui s’opposent fermement à cette loi, allant même jusqu’à paralyser les chantiers de construction en déclenchant une grève générale. Les deux lois sont adoptées à quelques jours d’intervalles en décembre 2011.
Comme ministre de la Sécurité publique, à la suite du terrible attentat du 20 octobre 2014 sur deux militaires à Saint-Jean-sur-Richelieu et celui au Parlement canadien le 22 octobre 2014, par deux individus semblablement radicalisés, elle dépose en juin 2015 un Plan de lutte à la radicalisation pour mieux agir, prévenir, détecter et vivre ensemble au Québec. Le gouvernement investira 1 million de dollars pour consolider les activités du Centre montréalais de la prévention de la radicalisation menant à la violence, et mettra sur pied une ligne téléphonique d’urgence qui desservira toutes les régions du Québec. C'est directement issu du plan d’action qu’en octobre 2016, sa collègue Christine Saint-Pierre, alors ministre des Relations internationales annonce lors de la Conférence de Québec sur la prévention de la radicalisation des jeunes, le projet de création d’une chaire nationale de recherche, sous l’égide de l’UNESCO en partenariat avec l’Université de Sherbrooke et l’Université du Québec à Montréal (UQAM) qui est mise sur pied à l’automne 2017.
Le premier plan d’action gouvernemental en matière d’allégement réglementaire et administratif - Bâtir l’environnement de demain pour les entreprises est déposé en 2016, alors qu’elle est ministre responsable de l’allégement réglementaire. Ce plan contenait cinq grandes mesures générales et sept chantiers de modernisation réglementaire. Le plan d’action contient les recommandations du Comité-conseil sur l’allègement réglementaire et administratif qui est co-présidé par Martine Hébert, vice-présidente principale de la Fédération canadienne de l'entreprise indépendante (FCEI).
Comme ministre responsable de la Condition féminine, elle dépose en octobre 2016 la Stratégie gouvernementale pour prévenir et contrer les violences sexuelles.  Cette stratégie est appuyée, au cours des cinq années suivantes par un investissement de 200 millions de dollars, dont 44 millions pour la mise en œuvre de 55 nouvelles actions. En 2017, elle dévoile la Stratégie gouvernementale pour l’égalité entre les femmes et les hommes vers 2021, avec un budget de 80 millions de dollars. Cette stratégie comprenant 59 actions vise à réduire les inégalités persistantes, à agir pour la mixité en emploi, la parité dans les lieux décisionnels, et les femmes en situations de vulnérabilité en plus de mobiliser les femmes inspirantes et les hommes alliés de l’égalité et les milieux engagés.
En un an à peine, comme ministre responsable de la Protection des consommateurs, elle fait adopter deux lois : la loi 134 qui vise principalement à moderniser les règles relatives au crédit à la consommation et à encadrer les contrats de service de règlement de dettes, les contrats de crédit à coût élevé et les programmes de fidélisation, en novembre 2017 et la loi 178, adoptée en juin 2018, interdit aux institutions financières de faire de la sollicitation dans les établissements pré-universitaires pour offrir des cartes de crédit aux étudiants. En créant un registre, les résidences funéraires doivent inscrire tous les contrats de pré-arrangements funéraires, ce qui permet à la succession de retracer les contrats et de faire respecter les services offerts ainsi que les prix convenus lors de la signature du contrat.
Enfin, comme ministre responsable de l’Habitation elle dépose le projet de loi 401 le 12 juin 2018. Cet omnibus vise à mieux protéger les nouveaux acheteurs de résidences et les copropriétaires, en plus de créer une section spéciale à la Régie du logement et pour les locataires aînés. Il contient aussi des mesures qui donne le pouvoir à la Société d'habitation du Québec (SHQ) de nommer un administrateur provisoire pour gérer des organismes dont le financement relève de sa responsabilité. Avec l’élection générale en octobre 2018, le projet de loi est mort au feuilleton mais la nouvelle ministre responsable de l’Habitation Andrée Laforest s’en inspire largement lorsqu’elle dépose le projet de loi 16 en avril 2019. Lise Thériault participe aux consultations particulières et à l’étude détaillée avec sa collègue Marie-Claude Nichols, députée de Vaudreuil. Elles déposent plusieurs amendements, qui sont en grande majorité acceptés, pour bonifier le projet de loi, qui est adopté en décembre de la même année.
Le 30 août 2021, elle annonce qu'elle ne se représentera pas lors des prochaines élections, tout en donnant son appui à Chantal Gagnon pour la remplacer.
À son départ de la vie politique, Lise Thériault est la doyenne du caucus libéral et la doyenne des femmes parlementaires, toutes allégeances confondues à l’Assemblée nationale du Québec. Elle est la première femme élue députée pour la circonscription d’Anjou. Elle est réélue six fois et obtient la plus grande majorité en 2014 avec 8 723 votes de plus que son adversaire. Elle est députée pendant 20 ans, 5 mois et 18 jours. Elle fracasse tous les records dans la circonscription et laisse sa marque en ayant plusieurs réalisations à son actif dans sa circonscription électorale.

## Engagements, implications et bénévolat
C’est en 1993, à la création de son entreprise qu’elle s’implique dans la communauté d’affaires, en devenant membre d’organisations à caractère économique. À l’automne 1993, elle participe aux activités du Réseau des femmes d'affaires du Québec (RFAQ) au centre-ville de Montréal. En mai 1994, après avoir mené une campagne de recrutement intense dans l’Est de Montréal, elle fonde le Chapitre de l’Est de Montréal avec plus de 100 membres actives dès la première année d’opération. En plus d’en assumer la présidence, elle est l’une des plus jeunes présidentes régionales. Au début de son implication au RFAQ, elle s'implique dans un groupe d’entraide à titre de leader de la cellule des filles de l’Est et par la suite dans la cellule des Sages, à la suite de son intronisation en octobre 1996 au Cercle des sages par l’ancienne présidente, Nicole Beaudoin. Enfin en 2017, elle est nommée membre honoraire du Réseau des femmes d'affaires du Québec par l’actuelle présidente, Ruth Vachon.
Son implication dans le Mouvement Desjardins commence en 1996, à la Caisse populaire d'Anjou à titre de dirigeante bénévole comme commissaire de crédit, puis comme présidente du Comité de vérification et de déontologie (CVD). Ce poste l'amène à mettre sur pied la première table des présidents et présidentes des CVD de l’Est de Montréal, puis d’être élue au Conseil des représentants (CORE) de l’Est de Montréal, ainsi qu’au Conseil de déontologie lors de la réorganisation du Mouvement Desjardins en 2001. Elle siège également au Conseil d'administration de femmes Desjardins à titre de dirigeante, de 2000 à 2002. Au départ de son poste de la Caisse populaire d'Anjou en 2002, elle fait voter une résolution par le conseil d’administration, afin d’obliger sa caisse à maintenir la parité au sein de ses administrateurs. Cette résolution est toujours en vigueur plus de 20 ans après son départ.
En plus de ce qui précède, Lise Thériault est membre et s'implique dans les organismes d’affaires suivants : Le club des initiés Universel de l’Est (1994-2002), Le Réseau des gens d'affaires de l'Est (1994-2002), La Chambre de commerce gaie du Québec (1998-2000) et Via-Sources Femmes Entrepreneurs (1999-2001).
En mai 1997, elle est nommée par le gouvernement du Parti québécois, représentante de la population au conseil d’administration du Centre hospitalier J. Henri Charbonneau. Elle siège aussi au comité de vérification du CHSLD jusqu’en 2002 et travaille avec la direction à la fusion de trois CHSLD du secteur, soit J. Henri Charbonneau, Éloria-Lepage et Maisonneuve qui deviennent le CHSLD Lucile Teasdale dans l’Est de Montréal.
Également en mai 1997, c’est Pauline Marois, alors ministre de l’Éducation, qui la nomme au poste d’administrateur, à titre de personne choisie au sein des entreprises de la région œuvrant dans les secteurs économiques correspondant aux programmes d’études techniques mis en œuvre par le cégep. Son mandat est renouvelé en 2002 par François Legault, le nouveau ministre de l’Éducation, et elle siège au Conseil d’administration, ainsi qu’à l’exécutif du Cégep Marie-Victorin, jusqu’à son élection.
Entre 1993 et 2002, Lise Thériault s'implique à différents niveaux auprès des organismes économiques suivants. De 1997 à 1999, à la Corporation de développement économique (CDEC Anjou/ Montréal-Est), à titre de membre fondateur du conseil d’administration. De 1997 à 2002, à la Corporation de développement économique de l’Est (CDEST) dans Hochelaga-Maisonneuve comme membre du comité membership du milieu des affaires de 1999 à 2002, membre du comité aviseur FAQD en 1997 et 1998 et membre du comité du Fonds d’initiatives locales en 2001 et 2002.
À l’automne 2000, Lise Thériault fait équipe avec la députée de Bourget, Diane Lemieux, pour la campagne de financement du programme O.L.O. du CLSC Olivier Guimond. Elles sont tellement efficaces qu’elles ramassent plus de 15 000 $ et terminent en première place au Québec. Cette année-là, c’est 61 mamans issues de milieux défavorisés qui se voient offrir des œufs, du lait et des oranges, éléments essentiels pour que les mères puissent s’alimenter et mettre au monde des bébés en santé.
C’est en novembre 2001 qu'a lieu son dernier partenariat avant de se lancer en politique en devenant une partenaire médiatique de la campagne de financement de la Fondation de l’Hôpital Maisonneuve-Rosemont, dans le cadre du spectacle-bénéfice Humour en santé.

## Distinctions, reconnaissances et prix
Lise Thériault est lauréate de plusieurs prix et distinctions autant dans sa carrière entrepreneuriale que dans sa carrière politique.

### Carrière entrepreneuriale
En juin 2000, lors du gala Honneur et mérite de la CCIEIM, elle est récipiendaire du prix Orchidée Entreprise pour le journal l’Édition. Ce prix récompense la contribution exceptionnelle au développement économique de la région Est de Montréal.
Le 7 juin 2001, dans le cadre de la 24e édition du concours d’Arista Sunlife de la Jeune Chambre de commerce de Montréal, elle est lauréate du prix Jeune Leader d’affaires du Québec socialement responsable.
Quelques mois plus tard, en octobre 2001, elle reçoit le premier prix du Réseau des femmes d’affaires du Québec (RFAQ) pour les prix Femmes d'affaires du Québec, dans la catégorie Femme d’affaires engagée socialement.

### Carrière politique
Elle est récipiendaire, en 2005, de la Médaille de l'Assemblée nationale.
En février 2006, elle obtient le prix de la lutte contre le racisme décerné au Gala noir et blanc, au-delà du racisme.
En avril 2011, elle reçoit la médaille Bienfaiteur insigne de l'Association des scouts du Canada. Cette médaille est attribuée à des personnes de l’extérieur du Mouvement scout qui ont rendu service à l'Association des scouts du Canada.
En janvier 2016, elle est nommée personnalité de l’année de Lanaudière et compagnie pour la contribution exceptionnelle et constante au développement économique de Lanaudière.
En août 2016, le village natal de son père, St-Léolin au Nouveau-Brunswick, lui organise deux jours de festivités, au cours desquelles elle est nommée Citoyenne honoraire et reçoit les clés de l'hôtel de ville.
À l’été 2017, elle reçoit une mention d’honneur pour le prix Coupe-paperasse d’or pour l’allégement réglementaire au Canada de la Fédération canadienne de l'entreprise indépendante.  

## La vie après la politique
Lise Thériault s’implique toujours activement en politique, même après son départ en tant que députée. Elle rejoint le Cercle des ex-parlementaires de l’Assemblée nationale du Québec (CEPANQ) au début de 2023, où elle participe au comité sur le Parlementarisme et la démocratie. En mai 2024, elle est élue membre du conseil d’administration pour un mandat de deux ans. Cette organisation a pour but de :
- mettre les connaissances et l’expérience des ex-parlementaires de l’Assemblée nationale du Québec au service de la démocratie parlementaire ;
- défendre et représenter les intérêts des ex-parlementaires québécois et favoriser l’esprit de solidarité entre ces derniers ;
- promouvoir les relations entre les ex-parlementaires et les membres de l’Assemblée nationale du Québec ;
- servir l’intérêt public ;
- favoriser le rayonnement des institutions démocratiques[32].

Depuis son retrait de la vie politique, elle accorde des entrevues aux médias sur l’actualité politique. En février 2023, elle participe notamment à l’enregistrement d’un balado avec le Réseau des femmes élues de Lanaudière (RFEL) sur l’intimidation des femmes en politique.
Elle est également membre du comité qui se penche sur la question des salaires des députés au printemps 2023.

## Résultats électoraux
|                                                                                               | Nom                       | Parti            | Nombre de voix | %      | Maj.  |
| --------------------------------------------------------------------------------------------- | ------------------------- | ---------------- | -------------- | ------ | ----- |
|                                                                                               | Lise Thériault (sortante) | Libéral          | 10 802         | 39,1 % | 2 807 |
|                                                                                               | Michèle Gamelin           | Coalition avenir | 7 995          | 28,9 % | -     |
|                                                                                               | Karl Dugal                | Parti québécois  | 4 064          | 14,7 % | -     |
|                                                                                               | Marie-Josée Forget        | Québec solidaire | 4 018          | 14,5 % | -     |
|                                                                                               | Hamza Madani              | Vert             | 519            | 1,9 %  | -     |
|                                                                                               | Vincent Henes             | NPD Québec       | 256            | 0,9 %  | -     |
| Total                                                                                         | Total                     | Total            | 27 654         | 100 %  |       |
| Le taux de participation lors de l'élection était de 64,5 % et 505 bulletins ont été rejetés. |                           |                  |                |        |       |

|                                                                                               | Nom                       | Parti            | Nombre de voix | %      | Maj.  |
| --------------------------------------------------------------------------------------------- | ------------------------- | ---------------- | -------------- | ------ | ----- |
|                                                                                               | Lise Thériault (sortante) | Libéral          | 16 049         | 50,8 % | 8 723 |
|                                                                                               | Yasmina Chouakri          | Parti québécois  | 7 326          | 23,2 % | -     |
|                                                                                               | Richard Campeau           | Coalition avenir | 5 315          | 16,8 % | -     |
|                                                                                               | Marlène Lessard           | Québec solidaire | 2 448          | 7,7 %  | -     |
|                                                                                               | Annibal Teclou            | Vert             | 303            | 1 %    | -     |
|                                                                                               | Raphaël Couture           | Option nationale | 147            | 0,5 %  | -     |
| Total                                                                                         | Total                     | Total            | 31 588         | 100 %  |       |
| Le taux de participation lors de l'élection était de 73,3 % et 454 bulletins ont été rejetés. |                           |                  |                |        |       |

|                                                                                               | Nom                       | Parti                  | Nombre de voix | %      | Maj.  |
| --------------------------------------------------------------------------------------------- | ------------------------- | ---------------------- | -------------- | ------ | ----- |
|                                                                                               | Lise Thériault (sortante) | Libéral                | 12 953         | 40,1 % | 2 955 |
|                                                                                               | Martine Roux              | Parti québécois        | 9 998          | 31 %   | -     |
|                                                                                               | Richard Campeau           | Coalition avenir       | 6 371          | 19,7 % | -     |
|                                                                                               | Marlène Lessard           | Québec solidaire       | 2 347          | 7,3 %  | -     |
|                                                                                               | Raphael Couture           | Option nationale       | 407            | 1,3 %  | -     |
|                                                                                               | Samuel Stohl              | Coalition constituante | 113            | 0,3 %  | -     |
|                                                                                               | Linda Sullivan            | Marxiste-léniniste     | 99             | 0,3 %  | -     |
| Total                                                                                         | Total                     | Total                  | 32 288         | 100 %  |       |
| Le taux de participation lors de l'élection était de 75,3 % et 446 bulletins ont été rejetés. |                           |                        |                |        |       |

|                                                                                               | Nom                       | Parti               | Nombre de voix | %      | Maj.  |
| --------------------------------------------------------------------------------------------- | ------------------------- | ------------------- | -------------- | ------ | ----- |
|                                                                                               | Lise Thériault (sortante) | Libéral             | 13 082         | 50,4 % | 4 152 |
|                                                                                               | Sébastien Richard         | Parti québécois     | 8 930          | 34,4 % | -     |
|                                                                                               | Jacques Lachapelle        | Action démocratique | 2 252          | 8,7 %  | -     |
|                                                                                               | Francine Gagné            | Québec solidaire    | 944            | 3,6 %  | -     |
|                                                                                               | Sylvie Morneau            | Vert                | 727            | 2,8 %  | -     |
| Total                                                                                         | Total                     | Total               | 25 935         | 100 %  |       |
| Le taux de participation lors de l'élection était de 58,9 % et 385 bulletins ont été rejetés. |                           |                     |                |        |       |

|                                                                                             | Nom                       | Parti               | Nombre de voix | %      | Maj.  |
| ------------------------------------------------------------------------------------------- | ------------------------- | ------------------- | -------------- | ------ | ----- |
|                                                                                             | Lise Thériault (sortante) | Libéral             | 13 280         | 41,4 % | 4 485 |
|                                                                                             | Sébastien Richard         | Parti québécois     | 8 795          | 27,4 % | -     |
|                                                                                             | Lorraine Laperrière       | Action démocratique | 7 409          | 23,1 % | -     |
|                                                                                             | Alain Bissonette          | Vert                | 1 376          | 4,3 %  | -     |
|                                                                                             | Francine Gagné            | Québec solidaire    | 1 151          | 3,6 %  | -     |
|                                                                                             | Hélène Héroux             | Marxiste-léniniste  | 99             | 0,3 %  | -     |
| Total                                                                                       | Total                     | Total               | 32 110         | 100 %  |       |
| Le taux de participation lors de l'élection était de 72 % et 333 bulletins ont été rejetés. |                           |                     |                |        |       |

|                                                                                               | Nom                       | Parti               | Nombre de voix | %      | Maj.  |
| --------------------------------------------------------------------------------------------- | ------------------------- | ------------------- | -------------- | ------ | ----- |
|                                                                                               | Lise Thériault (sortante) | Libéral             | 17 572         | 53,7 % | 6 999 |
|                                                                                               | France Bachand            | Parti québécois     | 10 573         | 32,3 % | -     |
|                                                                                               | Martin Janson             | Action démocratique | 4 319          | 13,2 % | -     |
|                                                                                               | Hélène Héroux             | Marxiste-léniniste  | 266            | 0,8 %  | -     |
| Total                                                                                         | Total                     | Total               | 32 730         | 100 %  |       |
| Le taux de participation lors de l'élection était de 73,3 % et 513 bulletins ont été rejetés. |                           |                     |                |        |       |

|                                                                                               | Nom             | Parti               | Nombre de voix | %      | Maj.  |
| --------------------------------------------------------------------------------------------- | --------------- | ------------------- | -------------- | ------ | ----- |
|                                                                                               | Lise Thériault  | Libéral             | 8 845          | 54,6 % | 4 570 |
|                                                                                               | Aude Vézina     | Parti québécois     | 4 275          | 26,4 % | -     |
|                                                                                               | Nathalie Proulx | Action démocratique | 2 848          | 17,6 % | -     |
|                                                                                               | David Hamel     | Vert                | 163            | 1 %    | -     |
|                                                                                               | Régent Millette | Indépendant         | 72             | 0,4 %  | -     |
| Total                                                                                         | Total           | Total               | 16 203         | 100 %  |       |
| Le taux de participation lors de l'élection était de 46,6 % et 178 bulletins ont été rejetés. |                 |                     |                |        |       |